# Parque Estadual da Serra do Rola-Moça
O Parque Estadual da Serra do Rola-Moça, situado na Região Metropolitana de Belo Horizonte (RMBH), é uma das mais importantes áreas verdes no estado brasileiro de Minas Gerais. Com 3 941,09 ha de área, distribuídos nos municípios de Belo Horizonte, Brumadinho, Ibirité e Nova Lima, o Rola-Moça é o terceiro maior parque em área urbana do Brasil.
O parque foi criado através do decreto estadual nº 36 071, de 27 de setembro de 1994. É considerado uma área de proteção especial de mananciais, essenciais para o abastecimento de água da RMBH, motivo pelo qual não está completamente aberto ao turismo. A fiscalização é feita por guardas, pela polícia militar ambiental e pela Companhia de Saneamento de Minas Gerais (COPASA). As demais áreas do parque estão liberadas para a prática do ciclismo e outros esportes, bem como caminhadas e atividades de educação ambiental.
O nome do parque se originou de conto popular e foi imortalizado no poema "A Serra do Rola-Moça" de Mário de Andrade mais tarde musicado por Martinho da Vila em 1987 no disco "Coração de Malandro". O poema conta a história de um casal que, após seu casamento, atravessou a Serra voltando para casa. O cavalo em que a moça estava pisou em falso no cascalho e a dupla despencou ladeira a baixo e o marido chicoteando seu cavalo partiu ribanceira abaixo atrás da moça e "a Serra do Rola-Moça, Rola-Moça se chamou".

## Geografia

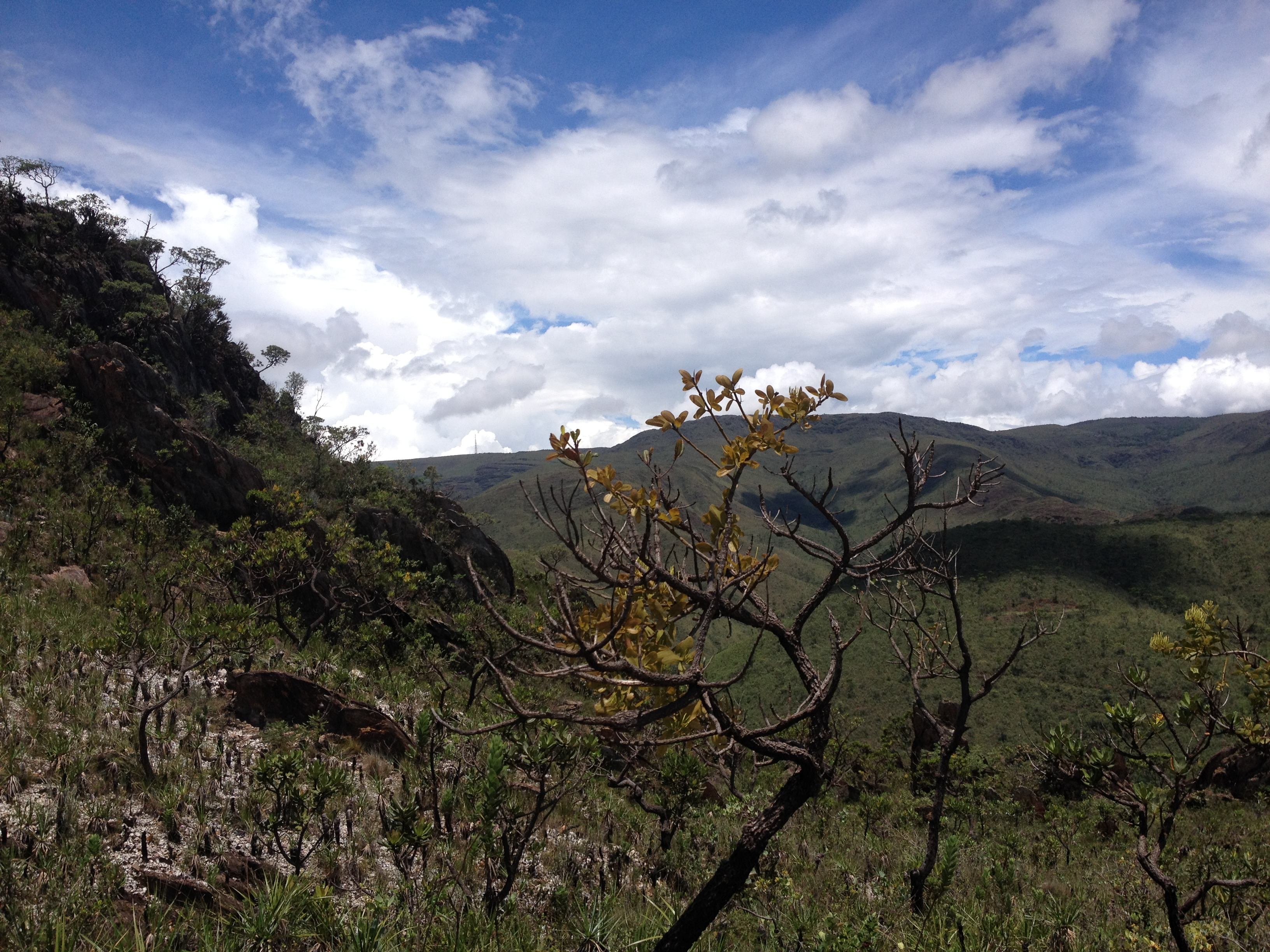
Área de cerrado na Serra Rola-Moça

O território do parque está distribuído pelos municípios de Belo Horizonte (33% da área, limites norte e oeste do parque), Brumadinho (27% da área, limites sul e leste), Nova Lima (25% da área, limite sul) e Ibirité (15% da área, limite norte). A vegetação é de zona de tensão ecológica, isto é, existem transições bruscas de Mata Atlântica para Cerrado e campos de altitude, o que faz com que a vegetação seja bastante diversificada.
Rola-Moça abrange uma área de 3 941,09 ha, possuindo 52,22 km de perímetro. Delimita-se com as serras do Curral, ao norte, do Ouro Branco, ao Sul, da Moeda, a oeste, e do Caraça, ao leste. O relevo do parque é extremamente acidentado, incluindo algumas serras como a Serra do Rola-Moça, Serra do Jatobá, entre outras. Em seu interior fluem os cursos d’água Taboão, Rola-Moça, Barreirinho, Barreiro, Mutuca e Catarina.
O clima do parque é o tropical de altitude, com verões amenos e chuvosos e invernos secos e frios. De acordo com dados da estação meteorológica automática do Instituto Nacional de Meteorologia (INMET), em operação desde junho de 2008, a menor temperatura registrada no parque foi de 6,4 °C em 18 de agosto de 2010 e a maior atingiu 36,7 °C em 17 de outubro de 2015. O maior acumulado de precipitação em 24 horas chegou a 207,6 mm em 9 de janeiro de 2021, superando o recorde anterior de 152,4 mm em 24 de janeiro de 2020. Outros acumulados iguais ou superiores a 100 mm foram 134,2 mm em 25 de janeiro de 2020, 114 mm em 5 de dezembro de 2016, 113,2 mm em 17 de janeiro de 2016, 105,4 mm em 8 de fevereiro de 2021 e 102,4 mm em 15 de novembro de 2008. A maior rajada de vento alcançou 24,7 m/s (88,9 km/h) em 23 de outubro de 2015. O menor índice de umidade relativa do ar (URA) ocorreu na tarde do dia 14 de outubro de 2019 e foi de apenas 8%.
| Dados climatológicos para Rola-Moça (1 200 m)                                                     | Dados climatológicos para Rola-Moça (1 200 m) | Dados climatológicos para Rola-Moça (1 200 m) | Dados climatológicos para Rola-Moça (1 200 m) | Dados climatológicos para Rola-Moça (1 200 m) | Dados climatológicos para Rola-Moça (1 200 m) | Dados climatológicos para Rola-Moça (1 200 m) | Dados climatológicos para Rola-Moça (1 200 m) | Dados climatológicos para Rola-Moça (1 200 m) | Dados climatológicos para Rola-Moça (1 200 m) | Dados climatológicos para Rola-Moça (1 200 m) | Dados climatológicos para Rola-Moça (1 200 m) | Dados climatológicos para Rola-Moça (1 200 m) | Dados climatológicos para Rola-Moça (1 200 m) |
| Mês                                                                                               | Jan                                           | Fev                                           | Mar                                           | Abr                                           | Mai                                           | Jun                                           | Jul                                           | Ago                                           | Set                                           | Out                                           | Nov                                           | Dez                                           | Ano                                           |
| ------------------------------------------------------------------------------------------------- | --------------------------------------------- | --------------------------------------------- | --------------------------------------------- | --------------------------------------------- | --------------------------------------------- | --------------------------------------------- | --------------------------------------------- | --------------------------------------------- | --------------------------------------------- | --------------------------------------------- | --------------------------------------------- | --------------------------------------------- | --------------------------------------------- |
| Temperatura máxima recorde (°C)                                                                   | 31,8                                          | 32,2                                          | 30,8                                          | 29,7                                          | 28,3                                          | 28,8                                          | 28,4                                          | 30,6                                          | 33,8                                          | 36,7                                          | 32,8                                          | 31                                            | 36,7                                          |
| Temperatura mínima recorde (°C)                                                                   | 14,3                                          | 15,3                                          | 14,3                                          | 11,2                                          | 6,7                                           | 8,2                                           | 7                                             | 6,4                                           | 8                                             | 9,1                                           | 11                                            | 13,7                                          | 6,4                                           |
| Fontes: Instituto Nacional de Meteorologia (INMET) (recordes de temperatura: 06/06/2008-presente) |                                               |                                               |                                               |                                               |                                               |                                               |                                               |                                               |                                               |                                               |                                               |                                               |                                               |

### Biodiversidade

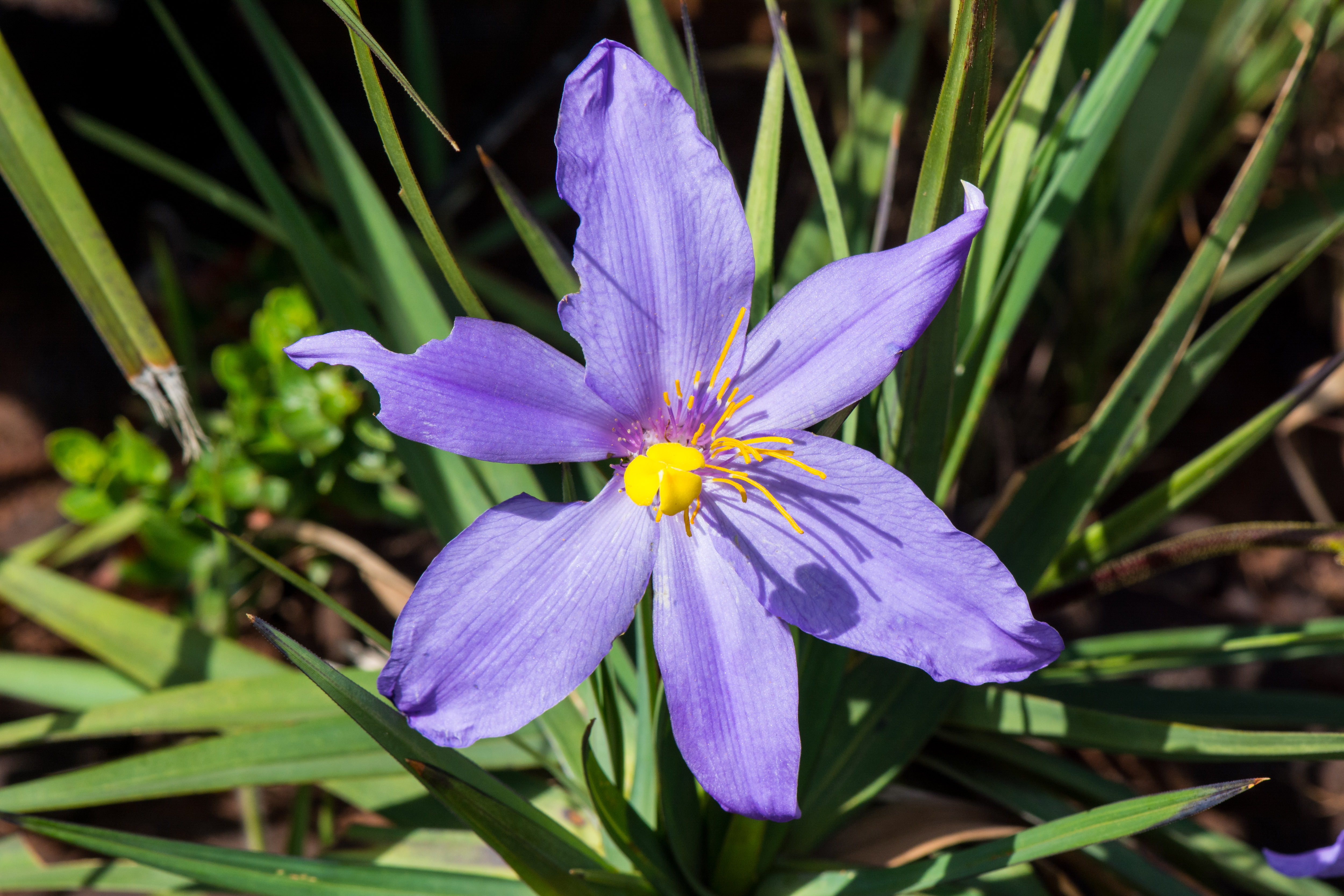
Canela-de-ema (Vellozia squamata)

O parque possui espécies como: ipê, cambuí, aroeira branca, xaxim, sangra d'água, canela, unha-de-vaca, pau-d'óleo, quaresmeira, cangerana, cedro, carne-de-vaca, cambotá, pau-ferro, pequi, jacarandá do cerrado, ipê-cascudo, murici, jatobá-do-cerrado, pau-santo, pau-de-tucano, araticum e canela-de-ema.
Na região foram identificadas 25 espécies da família Bromeliaceae com destaque para o gênero Dyckia, o mais representativo em espécies. Eduandrea selloana, Cryptanthus schwackeanus, Dyckia consimilis, D. densiflora, D. macedoi, D. simulans, D. schwackeana, D. trichostachya, Vriesea longistaminea e V. minarum encontram-se citadas na Listas das Espécies da Flora e da Fauna Ameaçadas de Extinção do Estado de Minas Gerais.
O Rola-Moça possui uma mastofauna bastante diversificada, incluindo: onça parda, jaguatirica, gato mourisco, gato do mato, lobo-guará, raposa, mão-pelada, coati, irara, lontra, ouriço, preá, tamanduá-de-colete, tatu-peba, tatu-galinha, caititu, veado-virá, veado campeiro, guigó e mico-estrela.

## Infraestrutura
O Parque conta ainda com um Centro de Informação e Administração (Nova Lima) com auditório de capacidade para 90 pessoas e um Centro de Informação, Educação Ambiental e Lazer (Belo Horizonte) com auditório de capacidade para 60 pessoas, playground e lanchonete e dispõe de quatro portarias. O parque dista 25 km do bairro Savassi, de Belo Horizonte.